# Stazione di Torre Annunziata Città
La stazione di Torre Annunziata Città è una stazione ferroviaria gestita da Rete Ferroviaria Italiana sita nel centro storico del comune di Torre Annunziata. È posta sulla linea Napoli-Battipaglia, in prossimità del porto di Torre Annunziata, distante solo pochi minuti a piedi.

## Storia
La stazione è stata costruita nel 1841 per mano dell'ingegnere Armand Joseph Bayard de la Vingtrie ed inaugurata l'anno successivo: è stata la prima stazione in territorio italiano ad essere costruita su un viadotto ad arcate. Unitamente a quella di Napoli al Carmine fu concepita come stazione di prima categoria, essendo dotata di sala d'attesa per viaggiatori.
Tale stazione fu capolinea della linea Napoli-Salerno per poco tempo, fino a quando la rete ferroviaria non raggiunse le nuove stazioni di Nocera Inferiore e di Castellammare di Stabia: il 4 agosto 1842 veniva infatti inaugurato il tronco successivo fino a Castellammare e due anni dopo, nel 1844, la diramazione che, passando per Pompei, Angri, e Pagani, raggiunse Nocera Inferiore.
Seguendo le vicissitudini dell'infrastruttura su cui sorge, nel corso del 1863 la neonata SFM acquisì dalla Società Bayard la ferrovia Napoli-Salerno, la diramazione per Castellammare e le relative stazioni, tra cui quelle oplontine.
Nel 1885, la Napoli-Salerno, la diramazione per Castellammare e le rispettive stazioni vennero affidata alla Società Italiana per le Strade Ferrate del Mediterraneo, fondata per l'occasione. 
Nel 1905 fu approvato un disegno di legge, la legge 22 aprile 1905, n. 137 (chiamata legge Fortis ed entrata in vigore il 1º luglio 1905), che diede inizio al processo di statalizzazione delle ferrovie italiane, che portò sotto il controllo diretto dello Stato anche la stazione di Torre Annunziata Città.
Il 9 aprile 2001 vi fu l'affidamento della stazione a Rete Ferroviaria Italiana. Il 7 giugno 2000 invece si era costituito Trenitalia (già Italiana Trasporti Ferroviari), alla quale fu affidato invece il trasporto dei passeggeri.

## Struttura

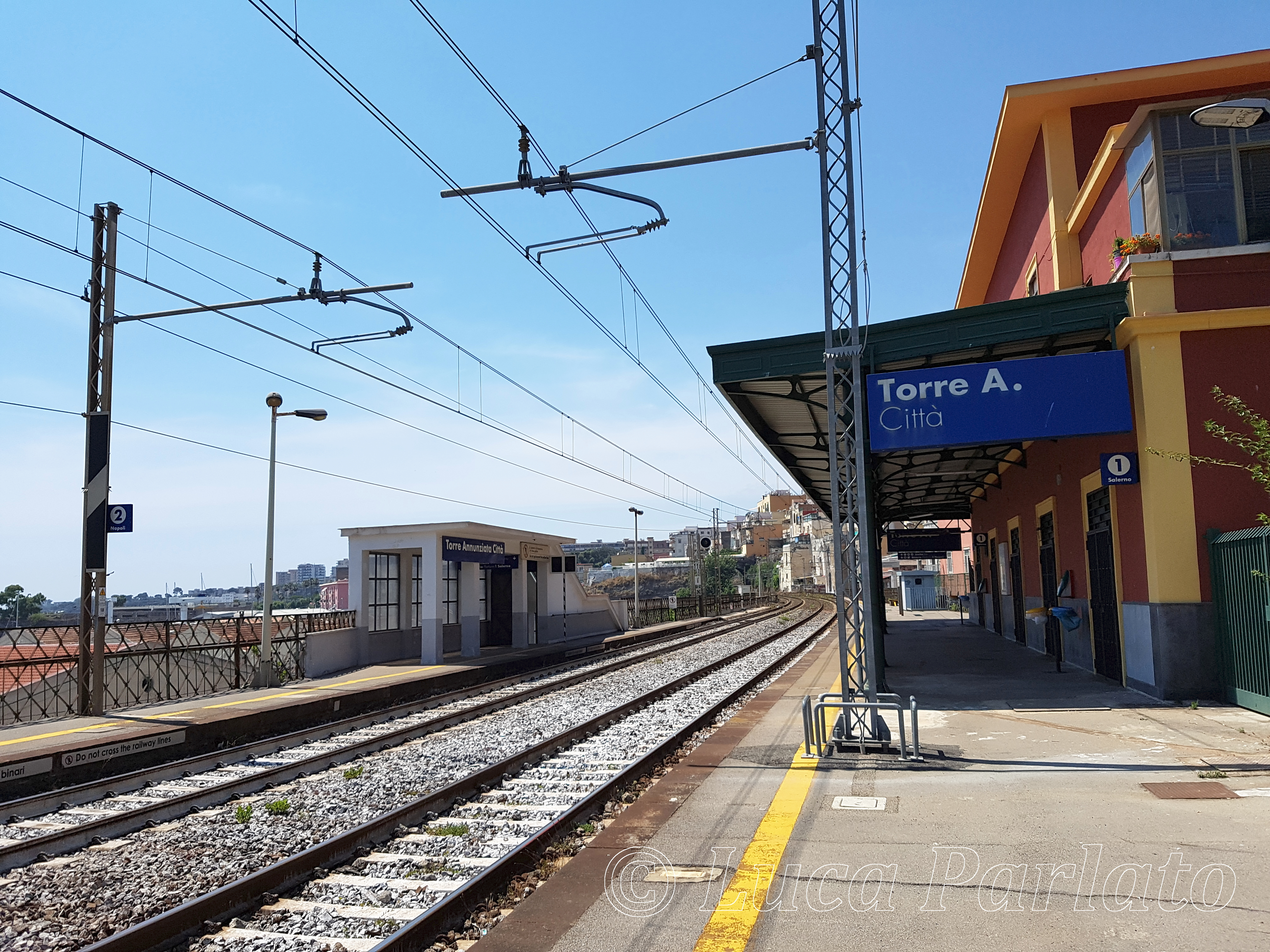
Stazione di Torre Annunziata Città vista in direzione Napoli

Il fabbricato viaggiatori della stazione è costituito da due corpi distaccati, entrambi aventi un piano terra ed un primo piano. Originariamente un fabbricato era per il servizio viaggiatori, l'altro per il caricamento e lo stoccaggio delle mercanzie. All'entrata i locali al piano terra erano suddivisi in:
- Ufficio ricevitore, demolito nel 1920 per ampliare piazza Giovanni Nicotera antistante la stazione;[5]
- Ufficio dogana, demolito insieme all'Ufficio ricevitore;[5]
- Sala d'attesa dei viaggiatori;
- Rimessaggio locomotiva e tender: al centro della stazione era dislocata la piattaforma girevole che permetteva il ricovero delle vetture e della locomotiva Bayard;
- Magazzino per carbon coke;
- Deposito dogana;
- Magazzino con vasca d'acqua;
- Magazzino mercanzie, dove grazie ad una piattaforma scorrevole era possibile portare al suo interno i vagoni ferroviari per il carico merci;
- Alloggio macchinista;
- Uffici del ricevitore, dello spedizioniere e del capostazione.

Al primo piano del primo fabbricato c'era l'abitazione dell'Ispettore della stazione, mentre nel secondo fabbricato gli alloggi del personale.

### Viadotto Borbonico
Il viadotto, noto come trincerone ferroviario o viadotto borbonico per il fatto di esser stato costruito in epoca borbonica, è una costruzione lunga 800 metri ed alta 10 metri, costituita da 59 arcate..
All'epoca della costruzione della linea ferroviaria, essendo la zona litoranea un susseguirsi ininterrotto di orti, giardini e terreni di diversi privati, si rese necessario dotare ognuno di essi di un passaggio che dalla parte interna portasse verso il mare, in quanto l'intera costruzione avrebbe separato il centro cittadino dal litorale marino. Quindi si decise per la costruzione delle arcate in numero tale da permettere ad ogni proprietario di avere libera circolazione verso l'arenile ed in epoca successiva verso il porto. Costruito con la stessa tecnica dei bastioni militari, la zona centrale del viadotto, priva di aperture, sostiene l'intera stazione. Prima di esso ci sono 37 arcate, di cui le prime 23 sono rinforzate con enormi blocchi di piperno aventi funzione di frangiflutti, in quanto all'epoca della costruzione era la parte a picco sul mare. A valle del viadotto centrale ci sono ulteriori 32 arcate che digradano man mano che ci si allontana dalla stazione. In una delle arcate del viadotto passava anche la foce del canale Conte di Sarno, che si riversava nel Mar Tirreno all'interno del porto di Torre Annunziata.
Nel 2017 sono iniziati i lavori di riqualificazione del viadotto e delle arcate da parte di RFI con un piano intitolato Progetto di Restyling Waterfront Oplontino: tutto ciò è stato reso possibile grazie ad uno stanziamento europeo di 3,5 milioni di euro; sono interessati tutta l'area portuale di Torre Annunziata, compresa la dismessa stazione di Torre Annunziata Marittima.

## Movimento
Nonostante la sua strategica posizione nel centro della città (è situata in piazza Giovanni Nicotera, dove ha sede lo storico edificio del Comune) e sebbene il traffico pendolare si sia mantenuto sempre su buoni livelli, la stazione, costituita da due binari passanti, a partire dai primi anni 2000 è stata lentamente declassata da Trenitalia a struttura di minore importanza in confronto alla geograficamente periferica stazione di Torre Annunziata Centrale, rendendola poco sfruttata dal traffico ferroviario: effettuavano fermata solo poche corse al giorno in direzione Napoli, Castellammare di Stabia e Salerno. Inoltre da allora non è più dotata di biglietteria presidiata.
Alla fine del 2023, nel mese di dicembre, con l'entrata in vigore del nuovo orario invernale di Trenitalia, la stazione ha riassunto una nuova centralità grazie alla decisione di far effettuare fermata a tutti i treni in transito: sul binario 1 è possibile usufruire di treni metropolitani e regionali con capolinea a Castellammare di Stabia e Salerno, mentre sul binario 2 di convogli per Napoli Campi Flegrei e Napoli Centrale.

## Servizi
La stazione dispone di:
- Sottopassaggio

## Interscambi
La stazione dispone di:
- Stazione taxi